# Charles Jarrott (Rennfahrer)

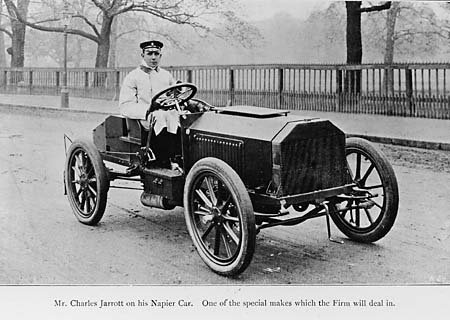
Charles Jarrott am Steuer seines Napier-Wagens, 1903

Charles Jarrott (* 26. März 1877 in London; † 4. Januar 1944 ebenda) war ein britischer Rad- und Automobilrennfahrer sowie ein Unternehmer und Motorsportfunktionär, der an Schlüsselpositionen der frühen britischen Automobilwirtschaft wirkte.
Jarrott kam in der Hendon Street 25 im Londoner Stadtteil Pimlico zur Welt. Er war das jüngste von vier Kindern und der einzige Sohn des angestellten Schmieds Robert Jarrott und dessen Frau Martha Rosser Jarrott. Vermutlich erhielt er seine Schulbildung in London und Cambridge und studierte bis 1896 Rechtswissenschaften. Danach trat er in eine Notariatskanzlei ein, übte diesen Beruf jedoch nicht lange aus.

## Rennsport
Bereits in den frühen 1890er Jahren begann Jarrott eine durchaus vielversprechende Karriere als Radrennfahrer.
Er wurde aber schon früh vom Motorsport angezogen und fuhr 1897 sein erstes Rennen mit einem De Dion-Bouton Tricycle. Es folgten einige Jahre mit solchen dreirädrigen Rennfahrzeugen, die vor der Wende zum 20. Jahrhundert als schnellste Rennklasse galten. 1899 gewann Jarrott auf einem solchen Fahrzeug die britische Meisterschaft über 5 Meilen (in 8 Minuten 11,6 Sekunden). Insgesamt bestritt er allein 1899 50 solche Rennen.

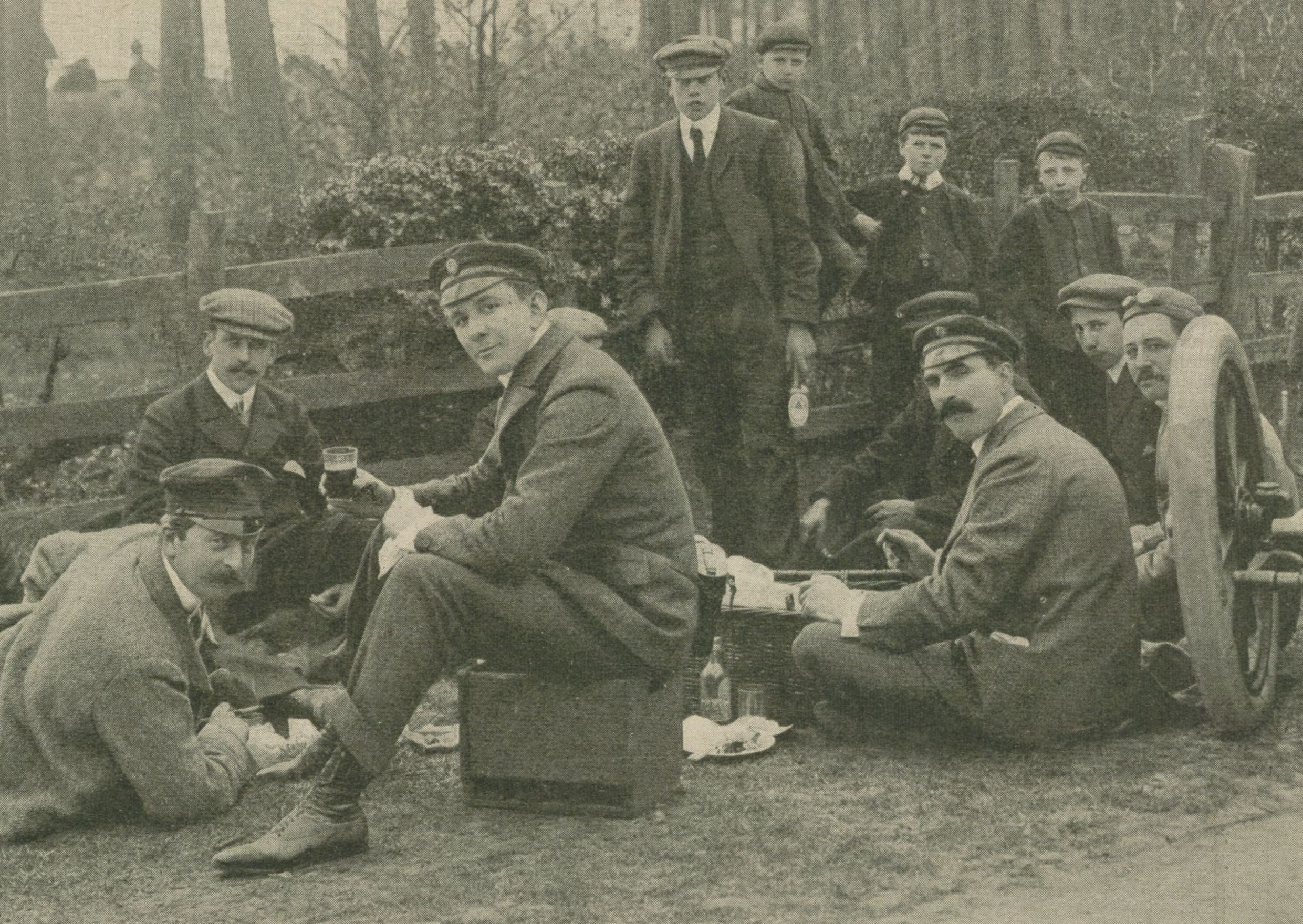
Mitglieder des Napier-Teams vor dem Gordon Bennett Cup 1903 in Irland. Vorn, von links: J. W. Stocks, Charles Jarrott und Selwyn F. Edge.

Wahrscheinlich über seinen Rad- und Motorsportkameraden Selwyn Edge lernte Charles Jarrott Montague Napier (1870–1931) kennen und durfte dessen für Edge verbesserten Panhard & Levassor-Prototyp mit Napier-Motor in Rennen einsetzen. In der Folge wurde Napier zu einem führenden britischen Automobilhersteller. Jarrots erstes großes Rennen war die Fernfahrt Paris-Berlin 1901, wo er mit der Startnummer 13 auf einem Panhard & Levassor 40 CV startete. Er wurde immerhin 10. 1902 erreichte er bei der Fernfahrt Paris–Wien 1902 auf einem Panhard & Levassor 70 CV trotz Fahrzeugproblemen den 11. Platz. Sein eindrucksvollstes Rennen fuhr er am Ardennenrennen im selben Jahr, wo er auf einer schlecht gepflegten Piste vom 35. auf den ersten Platz fuhr. Er nahm auch am dramatischen Rennen Paris-Madrid 1903 teil, das nach zahlreichen Unfällen mit mehreren, auch tödlichen, Unfällen auf behördliche Anweisung in Bordeaux abgebrochen werden musste. Unter anderem fanden die Fahrer Marcel Renault und Claude Loraine-Barrow den Tod. Mit seinem De Dietrich 45 CV lag er zu diesem Zeitpunkt auf dem vierten Platz. Spätere Versuche mit Napier und Wolseley brachten nicht mehr den gewünschten Erfolg.
1903 heiratete Jarrott Violet Aline Vyner, die im Vorjahr nach zwölf Jahren Ehe von James St. Clair-Erskine, 5. Earl of Rosslyn (1869–1939) geschieden worden war. Mit ihr teilte Jarrott die Begeisterung für den Rennsport, den sie von 1901 bis 1904 selber auf verschiedenen Mors-, Panhard-&-Levassor- und De-Dietrich-Fahrzeugen ausübte. Zu dieser Zeit wandte er sich an die Times, um auf die Gefährlichkeit des Rennsports hinzuweisen.
Jarrott war Mitglied des Automobile Club of Great Britain and Ireland, aus dem 1907 der Royal Automobile Club hervorging. Bereits 1905 hatte sich eine Gruppe abgespalten, zu der auch Jarrott gehörte, und die Automobile Association (AA) gegründet. Im gleichen Jahr beschloss er, sich weitgehend vom aktiven Rennsport zurückzuziehen und keine großen Rennen mehr zu bestreiten. Gelegentliche Fernfahrten lockten ihn aber nach wie vor. So verbesserte er 1906 den Rekord für die Strecke London–Monaco auf 37,5 Stunden. Ebenfalls 1906 schrieb Jarrott eines der ersten Motorsportbücher überhaupt: Ten Years of Motors and Motor Racing.

## Unternehmer

### Henry John Lawson
Bereits Ende der 1880er Jahre hatte Jarrott Henry John Lawson (1852–1925) kennengelernt. Angeblich war er ab 1889 Sekretär in dessen British Motor Syndicate und hielt diese Position bis zu deren Untergang 1900. Im gleichen Jahr wird er als Sekretär der British Motor Company genannt, einem anderen Lawson-Unternehmen, das parallel zum Syndikat existierte und nach dessen Insolvenz dessen Geschäfte übernahm. Im Februar 1896 gründeten Frederick Richard Simms und Lawson den Motor Car Club. Die Geschäftsräume stellte Lawson. Von Mai bis August 1896 organisierte der Club eine der ersten Ausstellungen für Motorfahrzeuge im Imperial Institute in London. Von Dezember 1896 bis 1899 war Jarrott Sekretär der Organisation.

### De Dion-Bouton British and Colonial Company, Ltd.
1899 besuchte Jarrott die USA und informierte sich über die dortigen Verhältnisse im Motorfahrzeugbereich. Außerdem war er an einer Unternehmensgründung beteiligt. Lawson hatte bereits 1896 für GB£ 10.000.- die Generalvertretung des damals größten Automobilherstellers der Welt, De Dion-Bouton, für das Königreich erworben. Um sich diese Lizenzen zu sichern, gründete Jarrott gemeinsam mit zweien seiner Radsportfreunde, Selwyn Edge und Herbert Duncan, sowie dem Automobilpionier Henry Douglas-Scott-Montagu, 1. Baron Montagu of Beaulieu als Vorsitzendem des Aufsichtsrates die De Dion-Bouton British and Colonial Co., Ltd in London. Jarrott amtierte als Geschäftsführer.

### Harvey Du Cros und Panhard & Levassor
Im folgenden Jahr ging Jarrott eine weitere Partnerschaft ein, diesmal mit William Harvey Du Cros (1846–1918). Die Harvey Du Cros Company erhielt die alleinige Importkonzession der hochpreisigen Panhard & Levassor-Fahrzeuge. In London wurden diese auch von Sir Charles Rolls vertreten. Du Cros war ein erfolgreicher Unternehmer, der 1896 John Boyd Dunlops Reifenpatent erworben hatte, was ihn zu einer Schlüsselfigur im Fahrrad- wie auch im Motorfahrzeugbereich machte. Er war an der Fahrrad- und Motorfahrzeugmarke Ariel beteiligt und ebenfalls 1900 Mitbegründer der Swift Cycle Company.
1899 hatte Jarrott mit seinem früheren Angestellten Edge als Partner die Motor Power Company als Vertretung von Napier eingerichtet, die auch Fahrräder und Motorfahrzeuge der Marken Clément und Gladiator vertrieb. Dieser Kontakt dürfte über den französischen Dunlop-Lizenznehmer Adolphe Clément zustande gekommen sein, der neben eigenen Autofabriken auch die Aktienmehrheit bei Panhard & Levassor hielt.

### Charles Jarrott & Letts, Ltd.

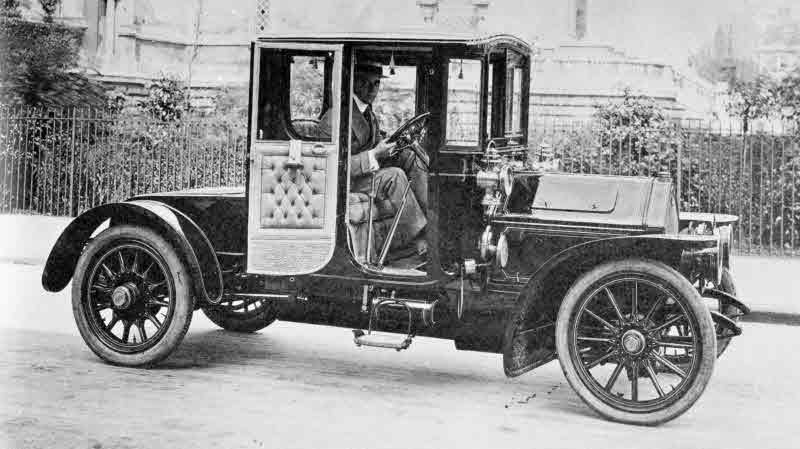
Crossley 40 HP „Single Limousine“ von Salmons & Son mit Charles Jarrott am Lenkrad. Jarrot entwarf diese Bauform für Selbstfahrer mit einer sehr frühen Anwendung eines aufklappbaren Notsitzes („Schwiegermuttersitz“ im Heck).

Als Edge und William Harvey Du Cros (1846–1918) 1899 die Motor Vehicle Company gründeten und sich die Generalvertretungen für Panhard & Levassor (P & L) und Napier sicherten, konnte Jarrot eine Agentur für P & L-Fahrzeuge übernehmen. 1903 entstand ein eigenes Autohaus, das die Generalvertretungen für Oldsmobile und De Dietrich übernahm. Das Unternehmen hatte seinen Sitz an der Kreuzung Great Marlborough Street 45 und Regent Street in London. Es ist unklar, ob dies von Anfang an mit einem Partner geschah; 1904 erfolgte eine Namensänderung in Charles Jarrott & Letts, Ltd. Dieser Partner war Sir William Malmsbury Letts (1873–1957), ein Unternehmer, der die britische Produktion des Locomobile-Dampfwagens aufgebaut hatte und leitende Funktionen in Fachgremien innehatte. Crossley aus Manchester wurden schon ab etwa 1906 vertreten. In diesem Jahr kam auch Sizaire dazu. 1909 verkaufte Jarrott seine Anteile an Letts. Das Unternehmen bestand bis in die 1920er Jahre. Bekannt ist, dass später auch die Marken Bugatti, Dodge und Nash vertreten wurden.
Jarrott war noch viele Jahre im Fahrzeughandel tätig und an der Gründung mehrerer Unternehmen beteiligt.
Im Ersten Weltkrieg leistete er Militärdienst beim Royal Flying Corps, wo er zuletzt den Rang eines Oberstleutnants bekleidete.
Im November 1927 war er Gründungsmitglied des Circle of 19th Century Motorists. Dem Kreis durfte beitreten, wer im 19. Jahrhundert (oder exakter: Vor Beendigung des One Thousand Mile Trial des Automobile Club of Great Britain and Ireland am 4. Mai 1900) ein Auto besessen oder gefahren hatte. Es gab ein jährliches Bankett, dessen letztes wohl 1943 stattfand.
Von 1935 bis zu seinem Tod bekleidete Jarrott das Amt des Generalsekretärs der Royal Society of St George. Er starb im Alter von 66 Jahren an einer Lungenentzündung. Aus der Beziehung zur Schauspielerin Ursula Jean ging ein Sohn, Charles Jarrott, hervor, dem Erfolg als Film- und Fernsehregisseur beschieden war.

## Ehrungen
- Mitglied des Order of the British Empire (OBE).[8]
- Drei Erwähnungen in Armeeberichten.[1]

## Schriften
- Charles Jarrott: Ten Years of Motors and Motor Racing. E. P. Dutton & Company, 1906, 1912, 1928, 1956[8]

## Zitate
“The curse of commercialism is the ruin of sport, and the degeneracy of motor racing as a sport is due to the financial issues now involved.”

„Der Fluch der Kommerzialisierung ist der Untergang des Sports und die Degeneration des Rennsports ist eine Folge der finanziellen Einflussnahme.“